# Carlo Roberto Maria Redaelli
Carlo Roberto Maria Redaelli (* 23. Juni 1956 in Mailand) ist ein italienischer Geistlicher und römisch-katholischer Erzbischof von Görz.

## Leben
Der Erzbischof von Mailand, Carlo Maria Martini SJ, weihte ihn am 14. Juni 1980 zum Priester.
Papst Johannes Paul II. ernannte ihn am 8. April 2004 zum Titularbischof von Lambaesis und zum Weihbischof in Mailand. Die Bischofsweihe spendete ihm der Erzbischof von Mailand, Dionigi Kardinal Tettamanzi, am 13. Juni desselben Jahres; Mitkonsekratoren waren Kurienkardinal Attilio Nicora und Francesco Coccopalmerio, Weihbischof in Mailand.
Papst Benedikt XVI. ernannte ihn am 28. Juni 2012 zum Erzbischof von Görz. Die feierliche Amtseinführung (Inthronisation) fand am 14. Oktober desselben Jahres statt.
Am 25. Januar 2016 ernannte ihn Papst Franziskus zum Apostolischen Visitator für das Bistum Acqui. Von Januar bis März 2018 war er während der Sedisvakanz Apostolischer Administrator von Acqui. Am 29. Juli 2019 berief ihn der Papst zum Mitglied der Berufungskommission für schwerwiegende Strafsachen, deren Entscheidung der Glaubenskongregation vorbehalten ist.